# Estela de la victoria de Asarhaddón

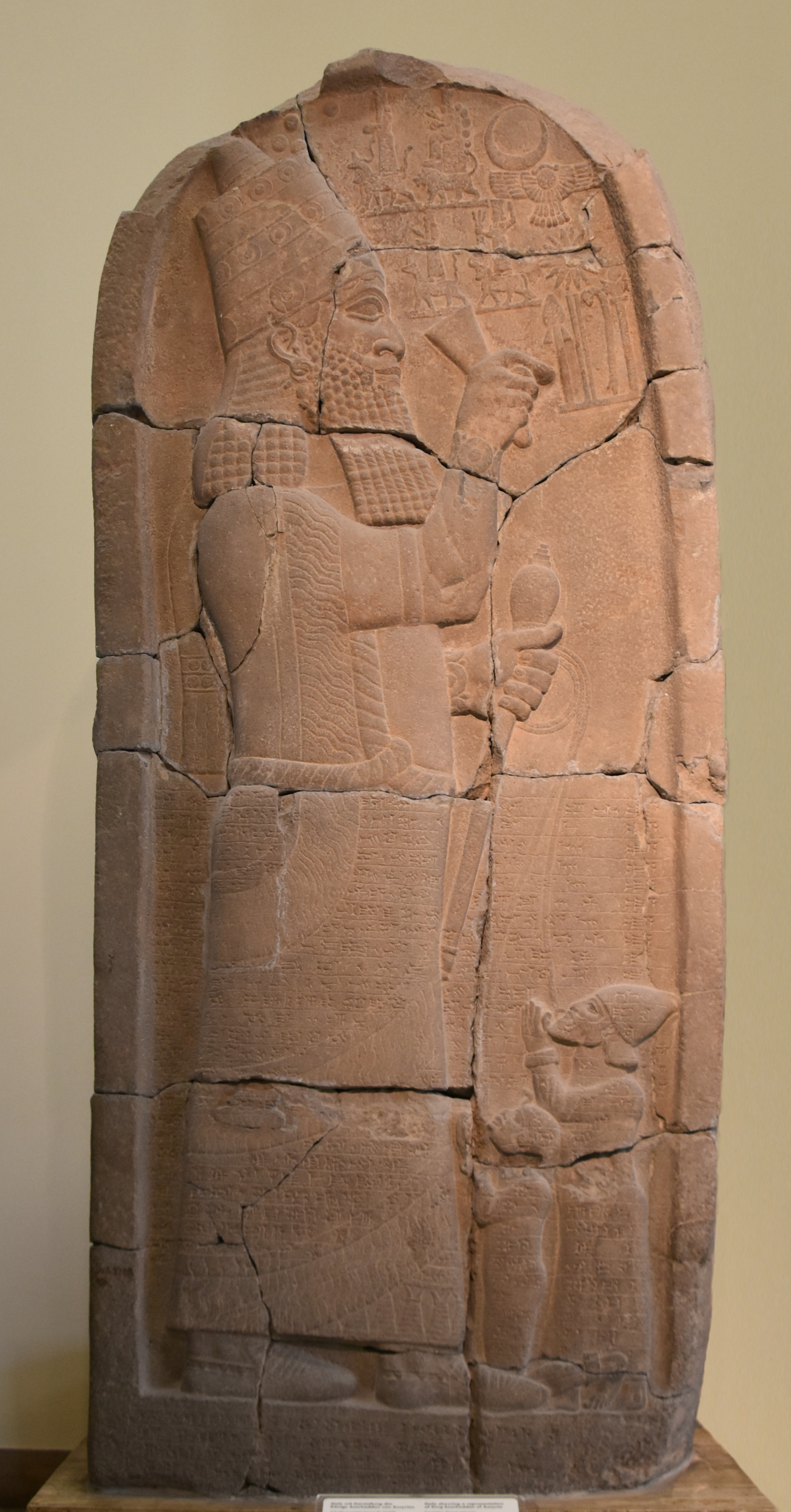
Estela de Esarhaddón.

La Estela de la Victoria de Esarhaddón es una estela del siglo VII a. C.. perteneciente al Imperio neoasirio que representa al rey del mismo nombre. Actualmente se encuentra en el Museo de Pérgamo de Berlín.

## Antecedentes
El Imperio Asirio Medio se caracterizó por ser de poco interés artístico, pero con la llegada de la época neoasiria las manifestaciones artísticas, cuya finalidad era propagandística y la de exaltar tanto a Assur como a los reyes, representantes del Dios en la tierra, se vuelven más abundantes y en ella se gastarán gran cantidad de recursos.
André Parrot declara que todos los reyes se parecen entre sí y que resulta difícil identificarlos debido a que no hay inscripciones que ayuden a esa labor. Estas representaciones cuentan con las mismas características: Grandes figuras con rostros faltos de expresividad cubiertos de barbas y bigotes; cabelleras y túnicas largas y prácticamente los mismos complementos. Estas manifestaciones no se caracterizan por representan rasgos particulares de cada soberano si no que representan una abstracción ideal del poder y la fuerza mediante la violencia y la crueldad que ejerce la figura del soberano mediante todo tipo de castigos (empalamientos, decapitaciones, torturas, etc). También los animales que aparecen tienen la función de enfatizar esa grandeza y poder al ser representados siendo cazados por el rey.

## La estela

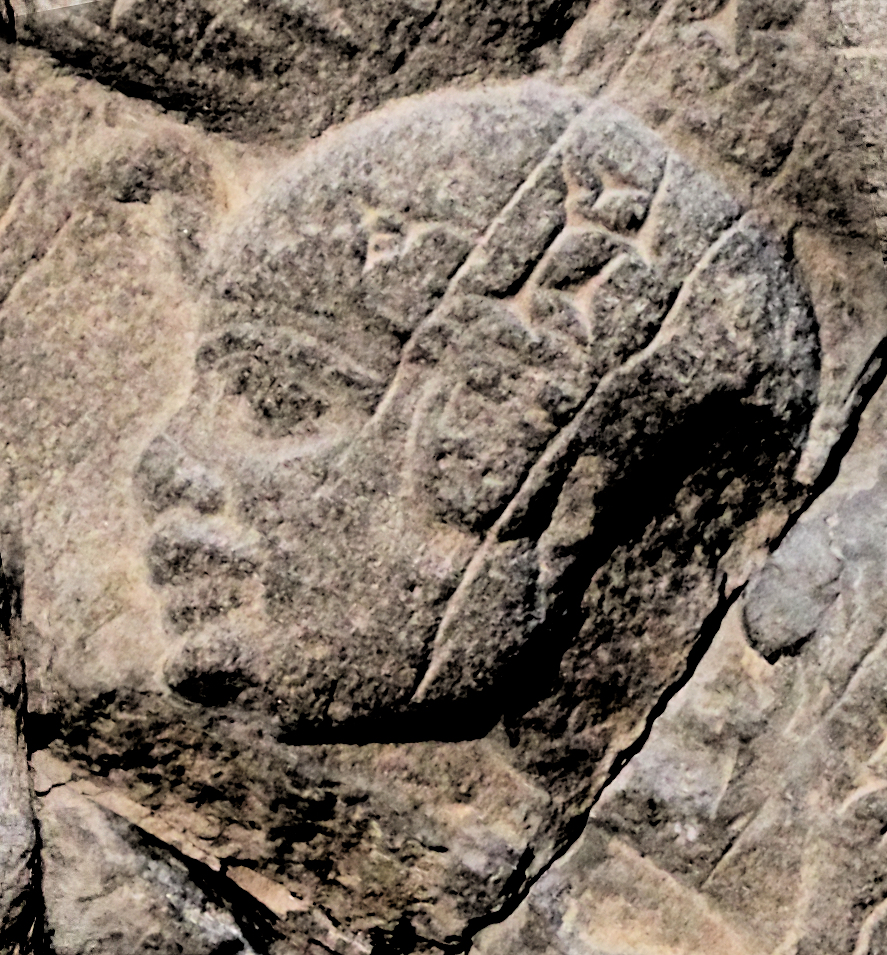
Primer plano del hijo de Taharqo

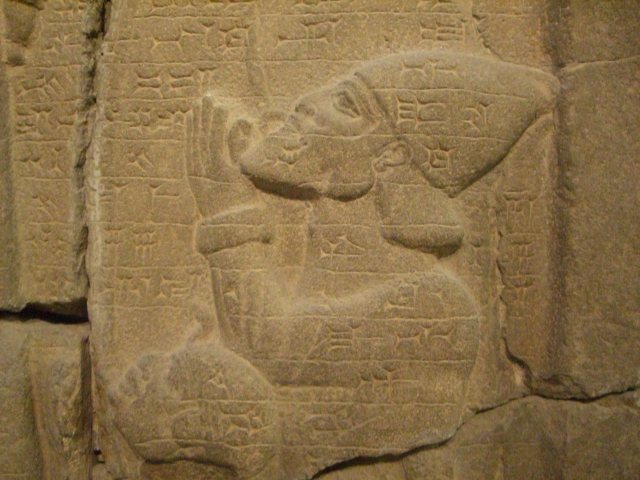
Primer plano de Abdilmiqut o Baal I

La estela, tallada en diabasa, mide 3,46 m x 1,35 m y fue descubierta en 1888 en Sam'al, Hüyük Zincirlik, Turquía por Robert Koldewey y Felix von Luschan. 
La estela se erigió en honor a la victoria del rey Esarhaddón en las incursiones que realizó en el 671 a. C. a Menfis,  si bien tres años antes Esarhaddón hubo repelido con éxito los intentos del faraón Taharqo de adentrarse en su territorio.
En ella está representado el monarca con una corona, arracadas, pulseras, una túnica larga y calzado. Sostiene un cetro en la mano izquierda en la que además tiene una cuerda en la que están sujetos por los labios dos cautivos descalzos: Ushankhuru, hijo de Taharqo, y otra figura (Abdilmiqut rey de Sidón o Baal I, rey de Tiro). En la mano derecha el rey porta un acetre.
A la derecha de la figura, a la altura del acetre, se encuentran cuatro símbolos de las divinidades: La flecha (asociada a Marduk), dos estiletes (asociados a Nabu), un cetro con cabeza de carnero que estaría asociado a Ea y finalmente el cetro con dos cabezas de león del dios de los muertos, Nergal.
En la parte superior de la estela se encuentran las principales deidades del panteón asirio: 
- La tríada semítica (Ishtar, Assur y Sin) representada frecuentemente en los kudurrus casitas y otros relieves babilónicos.
- Los siete puntos que representan a los Sebittis o grupo de los siete dioses guerreros comandados por Erra de la mitología sumeria situados en lo más alto de la estela pues en la Epopeya de Erra se dice "Aparece en lo alto y anda sin rival".

Entre los cuatro símbolos y la parte superior se encuentran cuatro figuras en pareja marchando en procesión sobre distintos animales: En las dos superiores Assur sobre el Mušḫuššu y un león-dragón (asociado generalmente a Marduk), seguido por un león(símbolo de Ishtar en el que monta Mullissu.En las dos inferiores Nabu sobre un dragón-serpiente y Adad sobre un toro. Estas asignaciones no son del todo seguras y varían según los estudiosos. 
Además la estela contiene 92 líneas de inscripciones en cuneiforme en el frente (desde la cintura del rey hacia abajo) y en la cara posterior. En ellas el monarca agradece los favores prestados para alcanzar la victoria a los dioses que están representados en la estela y describe la conquista:

Maté a multitudes de sus hombres [de Taharqo] y yo lo golpeé cinco veces con la punta de mi jabalina, con heridas de las que no hubo recuperación. Menfis, su ciudad real, en medio día, con minas, túneles, asaltos, asedié, capturé, destruí, arrasé, quemé con fuego. Su reina, su harén, Ushanahuru, su heredero, y el resto de sus hijos e hijas, su propiedad y sus bienes, sus caballos, su ganado, sus ovejas, en innumerables números, me los llevé a Asiria. La raíz de Kush la arranqué de Egipto y nadie de allí escapó para someterse a mí. En todo Egipto nombré nuevos reyes, virreyes, gobernadores, comandantes, capataces y escribas. Ofrendas y cuotas fijas establecí para Assur y los grandes dioses para siempre; Mi tributo e impuesto real, anualmente sin cesar, les impuse. 
 Hice una estela con mi nombre inscrito en ella y en ella hice que se escribiera la gloria y el valor de Assur, mi señor, mis poderosas hazañas, cómo fui hacia y desde la protección de Assur, mi señor, y el poder de mi mano conquistadora. Para la mirada de todos mis enemigos, hasta el final de los días, lo establecí.
Estela de la victoria de Esarhaddon